# Списък на произведения за Шерлок Холмс

## Канонът
Традиционно колекцията от произведения за Шерлок Холмс се нарича „Канонът за Шерлок Холмс“ (на английски: Canon of Sherlock Holmes). Състои се от 4 романа и 56 кратки разказа написани от сър Артър Конан Дойл. Тази категоризация се прави, за да се разграничат оригиналните произведения на писателя и последвалите творби от други автори със същите герои.

### 4 романа за Шерлок Холмс
- „Етюд в червено“ (на английски: A Study in Scarlet), 1887
- „Знакът на четиримата“ (на английски: The Sign of the Four)
- „Баскервилското куче“ (на английски: The Hound of the Baskervilles)
- „Долината на страха“ (на английски: The Valley of Fear)

### 5 сборника с разкази за Шерлок Холмс
1. Приключенията на Шерлок Холмс (на английски: The Adventures of Sherlock Holmes):
- „Скандал в Бохемия“ (на английски: A Scandal in Bohemia)
- „Клубът на червенокосите“ (на английски: The Adventure of the Red-Headed League)
- „Добре замислено“ (на английски: A Case of Identity)
- „Загадката на долината Боскум“ (на английски: The Boscombe Valley Mystery)
- „Петте портокалови семки“ (на английски: The Five Orange Pips)
- „Човекът с обърнатата устна“ (на английски: The Man with the Twisted Lip)
- „Синият карбункул“ (на английски: The Adventure of the Blue Carbuncle)
- „Пъстрата лента“ (на английски: The Adventure of the Speckled Band)
- „Палецът на инженера“ (на английски: The Adventure of the Engineer's Thumb)
- „Благородният ерген“ (на английски: The Adventure of the Noble Bachelor)
- „Короната с берилите“ (на английски: The Adventure of the Beryl Coronet)
- „Тайната на заключената стая“ (на английски: The Adventure of the Copper Beeches)

 2. Мемоарите на Шерлок Холмс (на английски: The Memoirs of Sherlock Holmes):
- „Сребърен пламък“ (на английски: Silver Blaze)
- „Картонената кутия“ (на английски: The Adventure of the Cardboard Box)
- „Жълтото лице“ (на английски: The Adventure of the Yellow Face)
- „Писарят“ (на английски: The Adventure of the Stockbroker's Clerk)
- „Глория Скот“ (на английски: The Adventure of the Gloria Scott)
- „Ритуалът на рода Мъсгрейв“ (на английски: The Adventure of the Musgrave Ritual)
- „Земевладелецът от Райгейт“ (на английски: The Adventure of the Reigate Squire)
- „Гърбавият“ (на английски: The Adventure of the Crooked Man)
- „Вечният болен“ (на английски: The Adventure of the Resident Patient)
- „Преводачът грък“ (на английски: The Adventure of the Greek Interpreter)
- „Морският договор“ (на английски: The Adventure of the Naval Treaty)
- „Последен случай“ (на английски: The Final Problem)

 3. Завръщането на Шерлок Холмс (на английски: The Return of Sherlock Holmes):
- „Празната къща“ (на английски: The Adventure of the Empty House)
- „Приключението със строителния предприемач от Норуд“ (на английски: The Adventure of the Norwood Builder)
- „Смъртоносните фигури“ (на английски: The Adventure of the Dancing Men)
- „Самотната колоездачка“ (на английски: The Adventure of the Solitary Cyclist)
- „Случка в интерната“ (на английски: The Adventure of the Priory School)
- „Черния Питър“ (на английски: The Adventure of Black Peter)
- „Смъртта на Чарлз Огъст Милвъртън“ (на английски: The Adventure of Charles Augustus Milverton)
- „Шестте императора“ (на английски: The Adventure of the Six Napoleons)
- „Тримата студенти“ (на английски: The Adventure of the Three Students)
- „Пенснето със златните рамки“ (на английски: The Adventure of the Golden Pince-Nez)
- „Изчезналият полузащитник“ (на английски: The Adventure of the Missing Three-Quarter)
- „Случаят в Аби Грейндж“ (на английски: The Adventure of the Abbey Grange)
- „Второто петно“ (на английски: The Adventure of the Second Stain)

 4. Преди да падне завесата (на английски: His Last Bow):
- „Тигърът от Сан Педро“ (на английски: The Adventure of Wisteria Lodge)
- „Червеният кръг“ (на английски: The Adventure of the Red Circle)
- „Кражбата на чертежите“ (на английски: The Adventure of the Bruce-Partington Plans)
- „Детективът на смъртно легло“ (на английски: The Adventure of the Dying Detective)
- „Изчезването на лейди Франсис Карфакс“ (на английски: The Disappearance of Lady Frances Carfax)
- „Дяволският крак“ (на английски: The Adventure of the Devil's Foot)
- „Преди да падне завесата“ (на английски: His Last Bow)

 5. Архив на Шерлок Холмс (на английски: The Case-Book of Sherlock Holmes):
- „Откраднатият диамант“ (на английски: The Adventure of the Mazarin Stone)
- „Загадката на моста Тор“ (на английски: The Problem of Thor Bridge)
- „Лазещият професор“ (на английски: The Adventure of the Creeping Man)
- „Съсекският вампир“ (на английски: The Adventure of the Sussex Vampire)
- „Тримата мъже с фамилия Гаридеб“ (на английски: The Adventure of the Three Garridebs)
- „Знатният клиент“ (на английски: The Adventure of the Illustrious Client)
- „Трите стрехи“ (на английски: The Adventure of the Three Gables)
- „Белият войник“ (на английски: The Adventure of the Blanched Soldier)
- „Лъвската грива“ (на английски: The Adventure of the Lion's Mane)
- „Бившият търговец на бои“ (на английски: The Adventure of the Retired Colourman)
- „Забулената наемателка“ (на английски: The Adventure of the Veiled Lodger)
- „Имението Шоскъм“ (на английски: The Adventure of Shoscombe Old Place)

## Извън „Канона“ отАртър Конан Дойл

### Разкази
- „Благотворителна разпродажба“ (на английски: The Field Bazaar), 1896
- „Мъжът с часовниците“ (на английски: The Man with the Watches), 1898
- „Изчезналия превоз“ (на английски: The Lost Special), 1898 – с Холмс, който не е посочен с име
- „Високият мъж“ (на английски: The Adventure of the Tall Man), план за разказ около 1900
- „Как Уотсън се учи на трикове“ (на английски: How Watson Learned the Trick), 1922

### Пиеси
- Angels of Darkness: A Drama in Three Acts, 1889 – 1900, публ.2001
- The Speckled Band (The Stonor Case), 1910
- The Crown Diamond: An Evening With Mr Sherlock Holmes, 1921